# Pasongsongan (plaats)
Pasongsongan is een bestuurslaag in het regentschap Sumenep van de provincie Oost-Java, Indonesië. Pasongsongan telt 6592 inwoners (volkstelling 2010).